# Chiaki Omigawa
Chiaki Omigawa (小見川 千明 Omigawa Chiaki?,  Prefectura de Kanagawa, Japón, 11 de noviembre de 1989) es una actriz de voz y actriz japonesa. Omigawa debutó en el papel de Maka Albarn en el anime Soul Eater.

## Filmografía
Lista de roles interpretados durante su carrera.
Los papeles principales están en negrita.

### Anime
2008
- Soul Eater como Maka Albarn.

2009
- Natsu no Arashi! como Jun Kamigamo.
- Natsu no Arashi! Akinai-chū como Jun Kamigamo.

2010
- Arakawa Under the Bridge como P-ko.
- Arakawa under the Bridge × Bridge como P-ko.
- Hidamari Sketch × ☆☆☆ como Nazuna.
- Seitokai Yakuindomo como Mutsumi Mitsuba.
- Soredemo Machi wa Mawatteiru como Hotori Arashiyama.

2011
- Double-J como Maria Sassa.
- Hanasaku Iroha como Minko Tsurugi.
- Maria Holic Alive como Komachi Yamaki.

2012
- Mōretsu Uchū Kaizoku como Endo Mami.

2014
- Soul Eater Not! como Maka Albarn.

2016
- Bungō Stray Dogs como Naomi Tanizaki.

2018
- Chio-chan no Tsūgakuro como Nonomura Manana.
- Jashin-chan Dropkick como Minos.

2021
- Seirei Gensōki como Ruri.

### Películas
- Coluboccoro como Mikoto
- Mahō Sensei Negima! Anime Final como Sakurako Shiina.
- Towa no Quon como Miu.